# El poder del deseo
El poder del deseo, també coneguda com a Asesina por mí, és una pel·lícula espanyola de 1975 protagonitzada per Marisol i Murray Head, i dirigida per Juan Antonio Bardem. Es tracta de l'adaptació de la novel·la negra Joc brut de l'escriptor català Manuel de Pedrolo.

## Argument
Javier (Murray Head) treballa en una agència de publicitat, i s'encarrega de realitzar enquestes sobre l'efectivitat dels anuncis en la població. Viu al costat de la seva mare (Lola Gaos) en un modest pis, i gana el just per a viure els dos molt humilment. Un dia, en una parada d'autobús, coneix a una dona (Marisol) a la qual no li funciona el motor del seu acte. Fixant-se immediatament en ella, l'ajuda, i ella per a agrair-li-ho s'ofereix a portar-li en el seu cotxe. Malgrat els seus intents per demanar-li sortir, ella es mostra esquiva, i rebutja donar-li el seu nom. Ell en canvi, li deixa la seva targeta abans d'acomiadar-se. Uns dies després, es tornen a trobar, i ella li diu que es diu Juna, abreviatura de Justina, i poc més. Comencen una relació pràcticament furtiva, ella li cita en llocs on ningú la pugui conèixer, rebutja veure's davant dels seus amics, i sol portar perruques. A poc a poc, la passió de Javier cap a Juna va sent cada vegada més frenètica. Ella li diu que desitjaria quedar-se amb ell, però que no desitja lligar la seva vida a algú sense diners i que haurà d'acceptar un altre matrimoni amb algú més ric. Viu amb el seu oncle, vidu de la seva mare, que li va deixar en herència una fortuna que no podrà usar fins a la mort del seu oncle. Comença a parlar que si el seu oncle morís, ella seria lliure de casar-se amb Javier, i valent-se de la passió que aquest sent cap a ella, comença a traçar un pla perquè Javier mati al seu oncle...

## Repartiment
- Marisol... Juna
- Murray Head... Javier
- José María Prada... Sorribes
- Lola Gaos... Mare de Javier
- Antonio Gamero... Gómez

## Recepció
La pel·lícula no gaudeix en general de l'aprovació de la crítica, i entre el públic van ser polèmiques les escenes eròtiques i de nus de Marisol, que trencava així definitivament amb tot el seu passat de nena prodigi.